# Oliver Jackson-Cohen

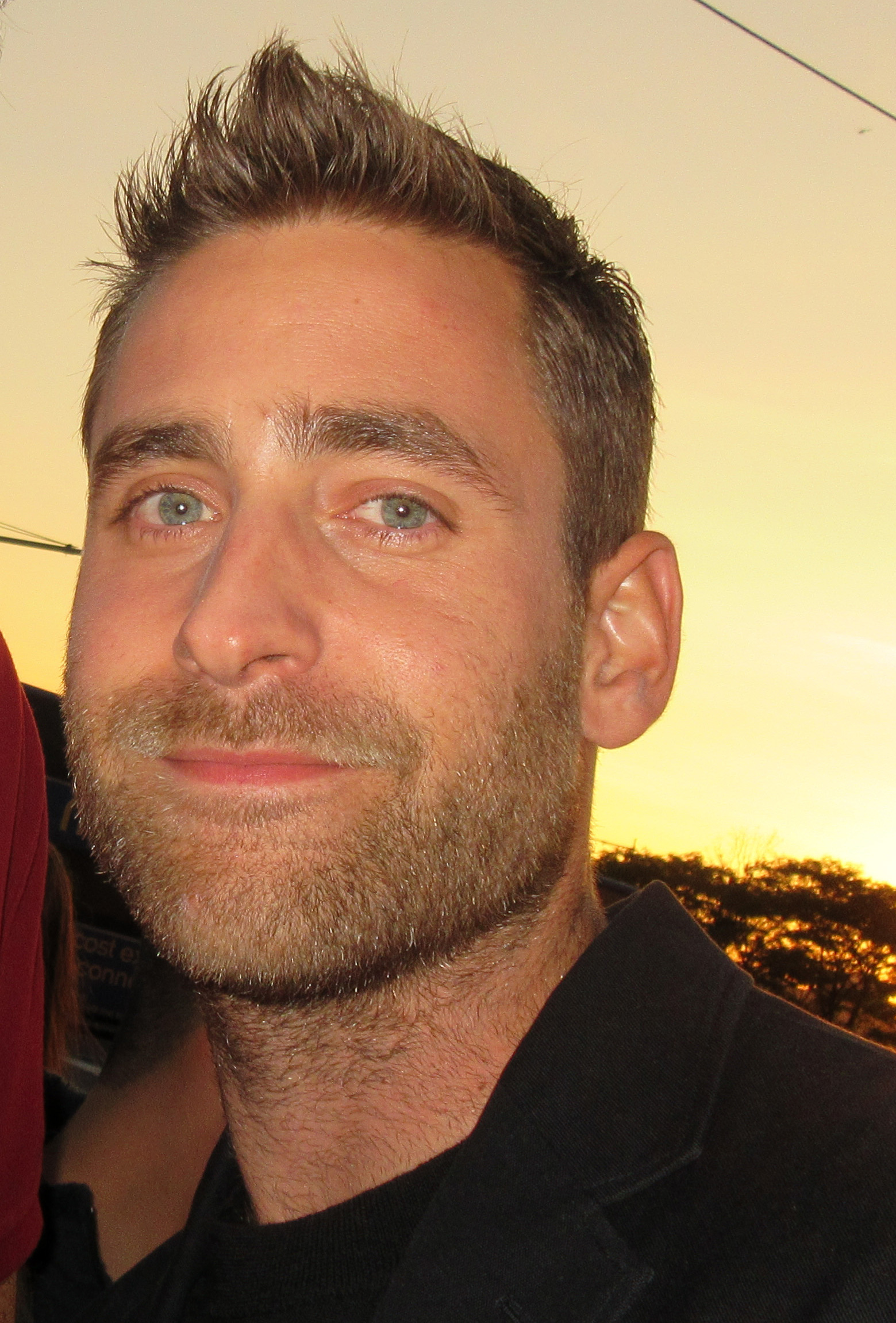
Oliver Jackson-Cohen

Oliver Mansour Jackson-Cohen (* 24. Oktober 1986 in Westminster, London) ist ein britischer Schauspieler und Model.

## Leben
Oliver Jackson-Cohen wurde im Oktober 1986 als Sohn der Modedesignerin Betty Jackson und David Cohen in Westminster, London, geboren. Aufgrund seiner französischen Herkunft besuchte er das Lycée Français Charles de Gaulle in London. Noch bevor er die Schule abschloss, entschloss er sich, seine Leidenschaft für die Schauspielerei zum Beruf zu machen. Nach der Schule begann er zunächst ein Studium der Französischen Literatur, das er aber nach zwei Wochen abbrach. Danach arbeitete er für einen Floristen.
Auf Grund einer Rolle in einem Theaterstück am Lyric Theatre wurde er von einem Schauspielagenten entdeckt, der ihn zur Teilnahme an Auditions für eine Schauspielschule in New York überredete. Er studierte daraufhin zusammen mit Michael Luggio an der Malisa Theatre Academy. Außerdem besuchte er an Wochenenden die Youngblood Theatre Company. Nebenher arbeitete Jackson-Cohen auch als Model.
Privat war er mit der Schauspielerin Ellen Woglom liiert.

## Karriere
Sein Schauspieldebüt gab er als 15-Jähriger in der Fernsehserie Hollyoaks. Es folgten Rollen in der ITV-Fernsehserie The Time of Your Life, in Lark Rise to Candleford sowie in der ersten Episode von Bonekickers. 2008 und 2009 war er in den Filmen The Rooftopsmiths und Life and Death at 17 an der Seite von Jennifer Lawrence und Richard Gere zu sehen.
Im darauffolgenden Jahr übernahm er die Rolle des Damon in dem Spielfilm Verrückt nach dir. Als Killer war er an der Seite von Dwayne Johnson in dem Actionfilm Faster zu sehen. Für die vierteilige Webserie  Will & Kate: Before Happily Ever After parodierte er 2011 William, Prince of Wales. Danach wirkte er in den Spielfilmen Der perfekte Ex und The Raven – Prophet des Teufels mit.
Größere Bekanntheit erlangte er 2012 durch die Rolle des Ralph in der internationalen Miniserie Die Tore der Welt, die auf dem gleichnamigen Roman von Ken Follett basiert. In sechs Episoden der Dramaserie Mr Selfridge verkörperte er 2013 die Rolle des Roddy Temple neben Jeremy Piven. In der von NBC und von Sky Living koproduzierten Horrorserie Dracula ist er in der ersten und einzigen Staffel als Journalist Jonathan Harker zu sehen, neben Jonathan Rhys Meyers als Graf Dracula und Thomas Kretschmann als Abraham Van Helsing.

## Filmografie
- 2002: Hollyoaks (Fernsehserie)
- 2007: The Time of Your Life (Fernsehserie, Episode 1x04)
- 2008: Lark Rise to Candleford (Fernsehserie, 8 Episoden)
- 2008: Bonekickers (Fernsehserie, Episode 1x01)
- 2008: The Rooftopsmiths
- 2009: Life and Death at 17
- 2010: Verrückt nach dir (Going the Distance)
- 2010: Faster
- 2011: Will & Kate: Before Happily Ever After (Webserie, 4 Episoden)
- 2011: Der perfekte Ex (What's Your Number?)
- 2012: The Raven – Prophet des Teufels (The Raven)
- 2012: Die Tore der Welt (World Without End, Miniserie, 8 Episoden)
- 2013: Mr Selfridge (Fernsehserie, 6 Episoden)
- 2013–2014: Dracula (Fernsehserie, 10 Episoden)
- 2017: Emerald City – Die dunkle Welt von Oz (Emerald City, Fernsehserie, 10 Episoden)
- 2017: The Healer
- 2017: Man in an Orange Shirt
- 2018: Spuk in Hill House (The Haunting of Hill House, Miniserie, 10 Episoden)
- 2020: Der Unsichtbare (The Invisible Man)
- 2020: Spuk in Bly Manor (The Haunting of Bly Manor, Miniserie, 9 Episoden)
- 2021: Frau im Dunkeln (The Lost Daughter)
- 2022: Mr. Malcolm’s List
- 2022: Emily
- 2022: The Girl in the Water (Surface, Fernsehserie)
- 2023: Wilderness (Fernsehserie)
- 2025: The World Will Tremble